# Herb Blachowni
Herb Blachowni – jeden z symboli miasta Blachownia i gminy Blachownia w postaci herbu, określony w statucie gminy Blachownia uchwalonym 28 października 2009 roku.

## Wygląd i symbolika
Herb przedstawia w polu zielonym tarczy herbowej srebrną literę „B”. Wewnątrz litery w polu górnym błękitnym widnieje czerwona sylwetka fabryki z dwoma kominami (prawy jest nieco wyższy od lewego). W polu dolnym również błękitnym sylwetka łódki o czerwonym kadłubie i dwóch srebrnych żaglach (prawy jest nieco mnjiejszy od lewego).
Symbolika herbu nawiązuje do miejscowej huty oraz do zalewu na Stradomce, znajdującego się w mieście.